# Rio Feiurdeni
O Rio Feiurdeni é um rio da Romênia, afluente do Someşul Mic, localizado no distrito de Cluj.